# Gertmann Sude
Gertmann Sude (* 27. November 1949 in Gladenbach) ist ein Generalmajor außer Dienst des Heeres der Bundeswehr.

## Leben
Sude absolvierte 1968 das Abitur in Korbach, trat am 1. Oktober 1969 bei der 2. Kompanie des Panzerbataillons 44 in Arolsen in die Bundeswehr ein, absolvierte die Grundausbildung und die Offizierausbildung zum Offizier des Truppendienstes der Panzertruppe. Er studierte Maschinenbau an der Fachhochschule des Heeres 1 in Darmstadt und schloss das Studium als Diplom-Ingenieur ab. Anschließend war er Technischer Offizier im Fernmeldebataillon 320 in Frankenberg (Eder). Danach wechselte er die Truppengattung zur Instandsetzungstruppe und wurde Kompaniechef der Instandsetzungsausbildungskompanie 6/III in der Burgwald-Kaserne in Frankenberg (Eder). Die Kompanie existierte von 1975 bis 1981.
Sude absolvierte von 1980 bis 1982 den 23. Generalstabslehrgang Heer an der Führungsakademie der Bundeswehr in Hamburg, wo er zum Offizier im Generalstabsdienst ausgebildet wurde, und war im Anschluss G4 (Logistik) der Panzergrenadierbrigade 5 in Homberg/Efze. Er wurde Lehrgangsteilnehmer am Command and General Staff College in Fort Leavenworth in Kansas in den Vereinigten Staaten, wo er einen Master of Military Art and Science erwarb. Danach war er Referent im Referat III 2 im Führungsstab des Heeres im Bundesministerium der Verteidigung auf der Hardthöhe in Bonn und Bataillonskommandeur des Instandsetzungsbataillons 2 in Kassel. Anschließend wurde er Referent im Bundeskanzleramt in Bonn danach Chef des Stabes der 7. Panzerdivision in Unna bzw. nach dessen Verlegung und Fusion mit dem Wehrbereichskommando III des Wehrbereichskommandos III/7. Panzerdivision in Düsseldorf. Im Folgenden wurde Sude Gruppenleiter im Bundeskanzleramt.
Ab 1999 war Sude Brigadekommandeur der Panzerbrigade 14 in Neustadt (Hessen). und von 2000 bis zu dessen Auflösung zum 31. März 2003 Stellvertretender Kommandeur und Chef des Stabes des Heeresunterstützungskommandos in Koblenz. Anschließend wechselte er ins BMVg. Vom 13. Februar 2004 bis 30. März 2005 war er Kommandeur der Technischen Schule des Heeres und Fachschule des Heeres für Technik sowie General der Instandsetzungstruppe.
Ab dem 3. Februar 2005 wurde Sude beurlaubt, um Mitglied der Geschäftsführung der g.e.b.b. (Gesellschaft für Entwicklung, Beschaffung und Betrieb mbh), einem bundeseigenen Unternehmen, zu werden. 2009 war er dort Bereichsleiter Geschäftsentwicklung und Logistik. Am 25. August 2005 schied er aus dem Unternehmen aus.

### Privates
Sude hat zwei Kinder, ist verheiratet und evangelisch. Nach seiner Versetzung in den Ruhestand betreibt Sude zusammen mit seiner Frau eine Pferdezucht im Vöhler Ortsteil Dorfitter. Er ist kommunalpolitisch für die Christlich Demokratische Union Deutschlands (CDU) aktiv und Vorsitzender des CDU-Gemeindeverbandes Vöhl und Vorsitzender der CDU-Fraktion in der Gemeindevertretung Vöhl.

## Werke
- Gertmann Sude: Defense in Clausewitz's on War and in FM 100-5 and Hdv 100/100 (= War College Series). ISBN 978-1-296-47329-7.